# Турген (Казахстан)
Турге́н (каз. Түрген) — село у складі Аршалинського району Акмолинської області Казахстану. Адміністративний центр Тургенського сільського округу.
Населення — 713 осіб (2021; 833 у 2009, 981 у 1999, 1176 у 1989).
Національний склад станом на 1989 рік:
- росіяни — 49 %.

До 2007 року село називалось Тургеневка.